# Форест-Хилс
Фо́рест-Хилс (Форест Хиллс; англ. Forest Hills) — район в центральной части боро Куинс, Нью-Йорк. На севере Форест-Хилс ограничен автомагистралью Лонг-Айленд-Экспрессуэй и районом Корона, на востоке — Флашинг-Медоус–Корона-парком, на юге — автомагистралью Джеки-Робинсон-Паркуэй, районом Кью-Гарденс и Форест-парком, на западе — районами Риго-Парк и Глендейл.

## История
Первое поселение на месте Форест-Хилса было основано в середине XVII века. Оно носило название Уайтпот (англ. Whitepot): по легенде, земля была выкуплена у местных индейцев за три белых горшка (англ. white pot).
К моменту создания района на этом месте находились фермы, принадлежавшие нескольким местным землевладельцам. В 1906 году эти земли выкупил адвокат из Бруклина Корд Мейер. Он привлёк именитых архитекторов для возведения особняков на участке, ограниченном 108-й и 112-й улицами, Куинс-бульваром и 67-й магистральной улицей. Помимо жилых зданий, в районе было построено несколько школ и церквей.

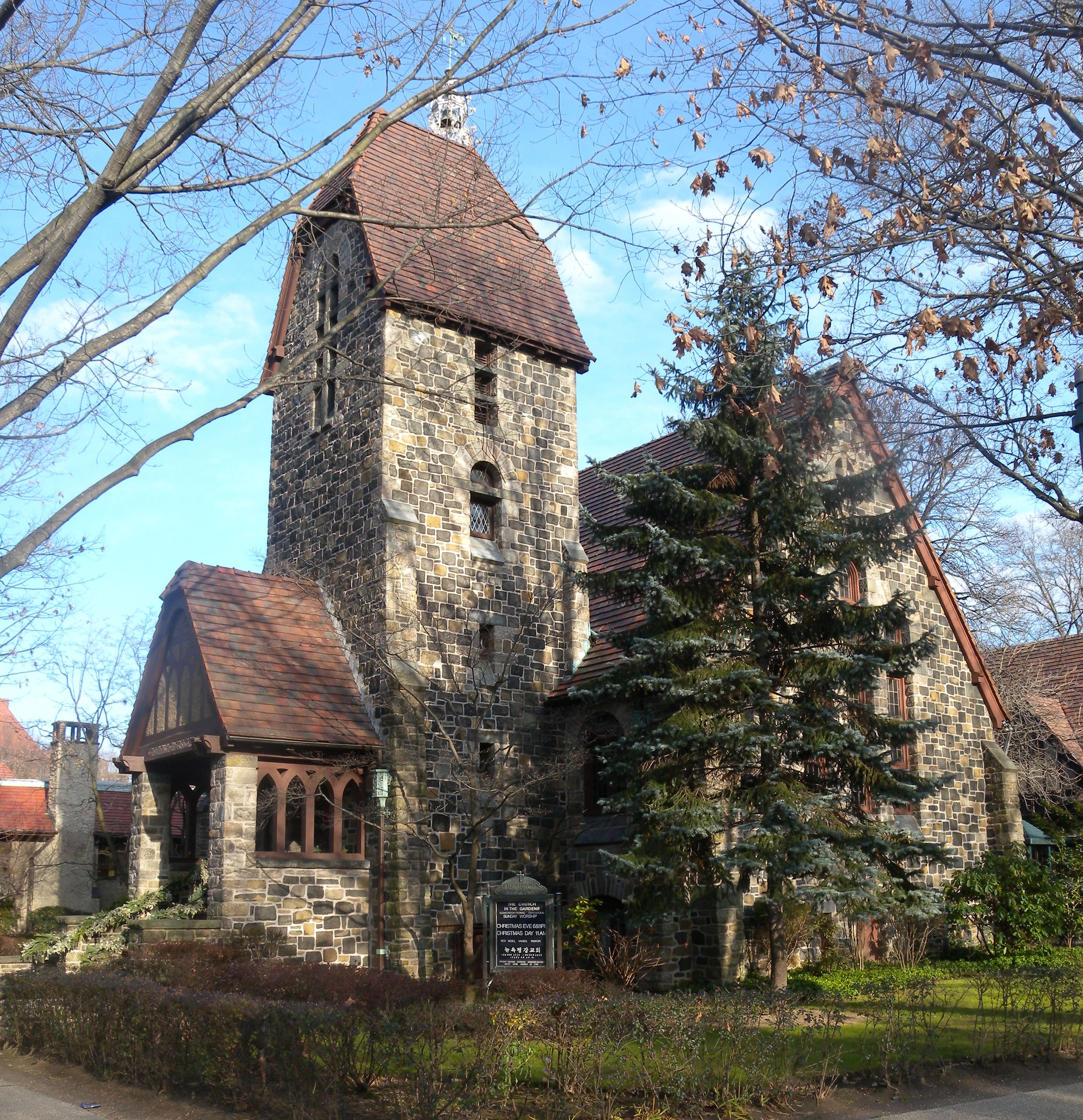
Церковь в квартале Форест-Хилс-Гарденс

В 1911 году через Форест-Хилс была проложена ветка Железной дороги Лонг-Айленда. Спустя два года по Куинс-бульвару был пущен трамвай. В начале 1920-х годах эта улица была расширена. Тогда же в районе начался строительный бум. Так, с 1927 по 1930 год население Форест-Хилса выросло почти в два раза: с 9500 до 18 207 человек.
В 1936 году вдоль Куинс-бульвара была проложена новая ветка метро, что привело к дополнительному притоку населения. В 1940 году в районе насчитывалось уже 32 500 человек.
В 1970-х годах между сторонниками застройки района низкобюджетным жильём и домовладельцами среднего класса разгорелись ожесточённые споры. Значительную роль в разрешении конфликта сыграл будущий губернатор штата Нью-Йорк Марио Куомо.
В районе более 10 лет прожил Сергей Довлатов. Осенью 2014 года в честь него была названа улица, на которой находится дом писателя.
В начале XXI веке застройка в Форест-Хилсе была представлена жильём среднего класса.

## Население
По данным на 2010 год, численность населения района составляла 83 728 жителей. Средняя плотность населения составляла около 20 тысяч человек/км². Средний доход на домашнее хозяйство был примерно в 1,5 раза ниже среднего показателя по городу: $55 246.
В 1980-х годах в районе поселилось множество бухарских евреев и персов.

## Общественный транспорт

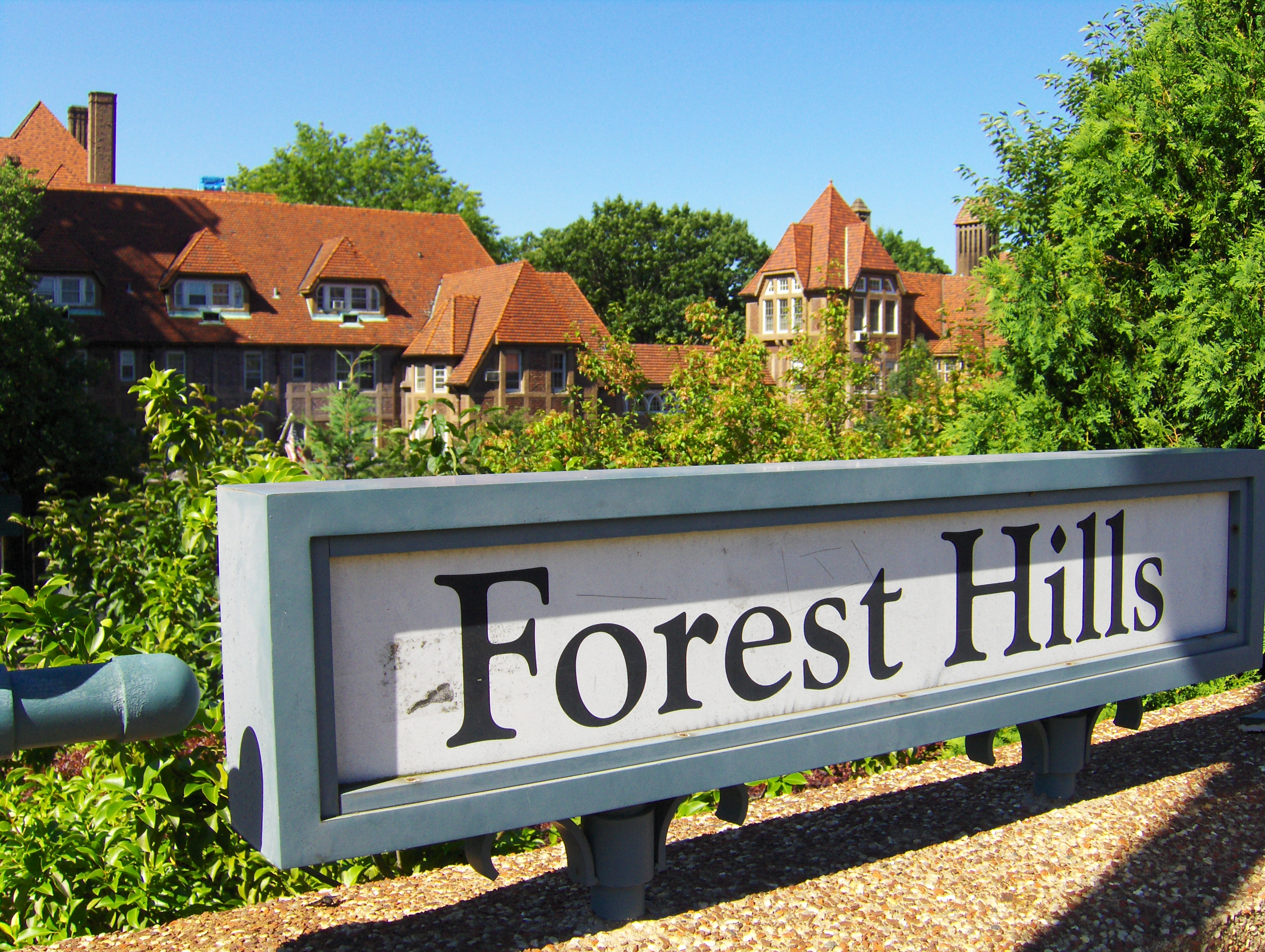
Станция Форест-Хилс (Железная дорога Лонг-Айленда)

В Форест-Хилсе расположена станция Форест-Хиллс-71-я авеню, обслуживаемая маршрутами E, F, M и R Нью-Йоркского метрополитена.
По состоянию на апрель 2014 года в районе действовали автобусные маршруты Q4, Q10, Q11, Q18, Q23, Q37, Q54, Q60 и Q64.
Также в Форест-Хилсе расположена одноимённая станция Железной дороги Лонг-Айленда.